# Simeis 147
Simeis 147 (auch Simeiz 147 oder Spaghettinebel, kurz S147; weitere Bezeichnung: Sh2-240) ist ein galaktischer Supernovaüberrest in den Sternbildern Stier und Fuhrmann.
S147 hat eine scheinbare Ausdehnung von etwa 3 Grad; dies entspricht einer Ausdehnung von ungefähr 220 Lichtjahren bei einer Entfernung von geschätzten 4500 Lichtjahren. Sein Alter wird mit etwa 40.000 Jahren angegeben.
Der Nebel des Supernovaüberrestes wurde im Jahr 1952 im Krim-Observatorium in Simejis (engl. Simeiz) von dem Astronomen Grigori Abramowitsch Schain mithilfe einer Schmidt-Kamera und Filter für Hα-Emissionen entdeckt. Rudolph Minkowski konnte ihn dann 1958 als Supernovaüberrest klassifizieren.
Mithilfe des 305 m großen Radioteleskops im Arecibo-Observatorium wurde im Jahr 1994 im inneren des Supernovaüberrestes ein Pulsar beobachtet, der bei der Supernova aus dem Kern des Vorgängersterns entstanden ist. Anhand des Pulsars wurden im Jahr 2007 und 2009 Entfernungsbestimmungen durchgeführt, die jedoch durch eine Entfernungsbestimmung mittels Spektroskopien am Nebel im Jahr 2024 in der Genauigkeit übertroffen wurde.